# أرلين جي. تشاي
أرلين جي. تشاي (بالإنجليزية: Arlene J. Chai)‏ (1955)؛ روائية أسترالية.